# Buddy Shuman 250 1969
Buddy Shuman 250 1969 var ett stockcarlopp ingående i  Nascar Grand National Series som kördes 5 september 1969 på den 0,4 mile (643,737 m) långa ovalbanan Hickory Motor Speedway i Hickory, North Carolina. Totalt avverkades 100 miles (160,934 km) fördelat på 250 varv. Banunderlaget var asfalt. Loppet vanns av Bobby Isaac i en Dodge på tiden 1:14.31 körande för Nord Krauskopf. Pearsons snitthastighet var 80,519 mph. Han var vid målgång ensam förare på ledarvarvet, ett varv före tvåan Neil Castles. Prispotten uppgick till 10 100 dollar, varav 1 700 dollar gick till segraren. Loppet är uppkallat efter stockcarföraren Buddy Shuman som dog i en hotellbrand 13 november 1955.

## Resultat
| Plc     | Nr | Förare           | Team/ bilägare           | Konstruktör | Start | Varv | Ledda varv |
| ------- | -- | ---------------- | ------------------------ | ----------- | ----- | ---- | ---------- |
| 1       | 21 | Bobby Isaac      | Nord Krauskopf           | Dodge       | 1     | 250  | 155        |
| 2       | 06 | Neil Castles     | Neil Castles             | Dodge       | 9     | 249  | 29         |
| 3       | 43 | Richard Petty    | Petty Enterprises        | Ford        | 2     | 247  | 66         |
| 4       | 4  | John Sears       | DeWitt Racing            | Ford        | 6     | 246  | 0          |
| 5       | 31 | Buddy Young      | Fred Bear                | Chevrolet   | 7     | 245  | 0          |
| 6       | 32 | Dick Brooks      | Brooks Racing            | Plymouth    | 21    | 244  | 0          |
| 7       | 64 | Elmo Langley     | Langley-Woodfield Racing | Ford        | 8     | 241  | 0          |
| 8       | 8  | E.J. Trivette    | GC Spencer Racing        | Plymouth    | 16    | 237  | 0          |
| 9       | 48 | James Hylton     | Hylton Engineering       | Dodge       | 3     | 236  | 0          |
| 10      | 45 | Bill Seifert     | Seifert Racing           | Ford        | 15    | 236  | 0          |
| 11      | 25 | Jabe Thomas      | Robertson Racing         | Plymouth    | 12    | 235  | 0          |
| 12      | 70 | J.D. McDuffie    | McDuffie Racing          | Buick       | 10    | 234  | 0          |
| 13      | 10 | Bill Champion    | Champion Racing          | Ford        | 19    | 230  | 0          |
| 14      | 47 | Cecil Gordon     | Seifert Racing           | Ford        | 17    | 229  | 0          |
| 15      | 76 | Ben Arnold       | Don Culpepper            | Ford        | 11    | 224  | 0          |
| 16      | 34 | Wendell Scott    | Scott Racing             | Ford        | 13    | 204  | 0          |
| 17      | 57 | Bobby Mausgrover | Ervin Pruitt             | Dodge       | 18    | 177  | 0          |
| 18      | 49 | G.C. Spencer     | GC Spencer Racing        | Plymouth    | 5     | 122  | 0          |
| 19      | 26 | Earl Brooks      | Brooks Racing            | Ford        | 20    | 41   | 0          |
| 20      | 04 | Ken Meisenhelder | Ken Meisenhelder         | Oldsmobile  | 22    | 18   | 0          |
| 21      | 17 | David Pearson    | Holman Moody             | Ford        | 4     | 1    | 0          |
| 22      | 19 | Henley Gray      | Harry Melton             | Ford        | 14    | 1    | 0          |
| Källor: |    |                  |                          |             |       |      |            |